# Troglodiplura
Troglodiplura là một chi nhện trong họ Dipluridae.